# Kiji
Kiji ou Kiži (en russe : Кижи, Kizhi) est une ancienne commune rurale autonome située dans l’archipel du lac Onega dans le raïon de Karhumäki de la république de Carélie dans le nord de la Russie européenne. Créée au Xe siècle, elle comprenait l’île de Kiji, Zaonejie et plus de cent villages au XVIe siècle. D'abord autonome, son statut administratif a évolué dans le temps, elle a notamment été rattachée à la capitale carélienne Petrozavodsk puis à l'établissement rural de Velikaïa Gouba. Le 26 juin 2018 son statut a été aboli.

## Géographie

### Climat
| Mois                              | jan. | fév. | mars | avril | mai | juin | jui. | août | sep. | oct. | nov. | déc. | année |
| --------------------------------- | ---- | ---- | ---- | ----- | --- | ---- | ---- | ---- | ---- | ---- | ---- | ---- | ----- |
| Température minimale moyenne (°C) | −13  | −13  | −8   | −2    | 3   | 7    | 10   | 9    | 5    | 1    | −3   | −9   | 2 008 |
| Température maximale moyenne (°C) | −7   | −6   | 0    | 5     | 12  | 17   | 20   | 18   | 12   | 5    | 0    | −3   | 2 008 |
| Précipitations (mm)               | 20   | 20   | 15   | 15    | 20  | 35   | 45   | 55   | 45   | 40   | 35   | 30   | 2 008 |

### Population
La population de Kiji faisait partie de celle de la région du Zaonejie, la presqu'île qui s'avance dans le Lac Onega. Son développement apparaît à la fin de la dernière période glaciaire dite le   mésolithique . 
Durant la période du Xe au XIIIe siècle, les groupes familiaux et tribaux installés auparavant, les Samis furent suivis par des peuples baltofinnois. Puis ce sont les Vepses, les Caréliens et les Finnois (peuple) qui peuplent cette région. Les siècles qui suivent sont marqués par une colonisation russe.

## Histoire

### Colonisation
La colonisation de l'île de Kiji — longue de 7 km et large de 500 m — commence au Xe siècle. Elle est entourée d'un archipel d'environ 5 000 îles et îlots dans le lac Onega, dont certains ne mesurent pas plus de deux mètres de diamètre. Mais certaines îles sont plus grandes, jusqu'à 35 km de longueur. Les premiers habitants de l'île étaient des immigrants de Novgorod. Les premières mentions écrites de l'existence de la commune rurale autonome sur l'île de Kiji remontent à 1496. À cette époque, l'île était devenue le centre d'un grand district — l'enclos paroissial de Kiji — qui a uni les villages de l'île de Kiji et des îles voisines et de la péninsule de Zaonejie,. Au XVIe siècle, la commune comptait plus de cent villages et vers la fin du XVIe siècle, plusieurs villages de l'île sont tombés en ruine.

### Anciens villages de Kiji

#### Bachurino
anciennement : Fedki Bachurina
en russe : Бачурино (Федки Бачурина)
Le village est né au XVIIe siècle. La première mention dans les sources écrites d'un village appelé Fedki Bachurina remonte à 1616, plus tard le nom a été transformé en Bachurino. Au XVIIe siècle, il y avait deux maisons dans le village. À la fin du XIXe siècle, il s'était agrandi d'une maison. Au milieu du XXe siècle, le village a disparu.

#### Bishevo
anciennement : Soldatovo, Khoroshovskaya
en russe : Бишево (Солдатово, Хорошовская)
Le village est connu depuis 1563, d'abord sous le nom de Trofimovskaya, puis - Khoroshovskaya. Au milieu du XVIe siècle, il y avait une cour dans le village, au milieu du XVIIe siècle, la colonie avait cinq cours (quatre cours d'habitants et une cour « dans le vide »). Au XIXe siècle, le village s'appelait Bisevo. Au début du XXe siècle, le village a reçu un autre nom - Soldatovo, mais Bisevo est resté le nom le plus commun du village. Au milieu du XXe siècle, le village a disparu.

#### Bosarevo
en russe : Босарево
Le village de Bosarevo est né dans les années 1860, il comprenait à l'époque une cour. Au début du XXe siècle, il y avait deux cours dans le village. Au milieu du XXe siècle, le village a disparu.

#### Vasilyevo
anciennement : Lukinschina, Bolchoï Dvor
en russe : Васильево (Лукинщина, Большой Двор)
Au XVe siècle, le village de Bolchoï Dvor est apparu. Au XVIe siècle, le village était désert, seule une chapelle restait à sa place. La colonie n'a été rétablie qu'en 1678, lorsqu'un natif du village voisin de Kharchevskaya (Olkhino) Yevsyushko Yuriev avec son frère Matyushka s'y est installé. En 1696, le village s'agrandit - deux paysans vinrent à la fois du village d'Oyatevshchina (Leonovskaya). À l'avenir, le village s'est agrandi à trois cours, puis a pratiquement disparu. Dans la seconde moitié du XIXe siècle, il y avait deux maisons dans le village ; la colonie a reçu un nouveau nom - Vasilyevo. En 1911, il y avait déjà trois cours dans le village. À l'heure actuelle, la structure du village se compose de cinq maisons paysannes, mais il n'en reste que deux de la municipalité historique. La chapelle de l'Assomption de la Bienheureuse Vierge Marie du XVIIe siècle est située au bord du lac. Aujourd'hui, il s'agit d'une reconstruction muséale du village de Zaonezh de la fin du XIXe - début du XXe siècle, créée sur le site d'une ancienne colonie historiquement établie . En 2010, le village comptait trois habitants.

#### Vaulovskaya
en russe : Вауловская
Le village de Vaulovskaya existait aux XVe – XVIe siècles.

#### Île de Kiji
en russe : Кижский Остров
Le village de l'île de Kiji existait au XVe – XVIe siècle. Le musée de Kiji distingue le village « ouvert sur champ » du XVe siècle après l'autre partie du village urbanisé pendant le XVIe siècle.

#### Kukuevo
en russe : Кукуево
Les restaurateurs du musée-réserve de Kiji vivent dorénavant dans le village de Kukuevo.

#### Kyazhevo
anciennement : Udoev Navolok
en russe : Кяжево (Удоев Наволок)
Le village a été mentionné pour la première fois dans le livre scribal de 1563 sous le nom d'Udoev Navolok, à cette époque le village se composait de deux cours. Dans la seconde moitié du XIXe siècle, le village a reçu un nouveau nom - Kyazhevo. Dans la seconde moitié du XXe siècle, le village a disparu.

#### Oyatevshchina
anciennement : Grande cour de Levontievskaya
en russe : Оятевщина, Левоновская (Большой Двор Левонтьевской)
La première mention du village de Bolshoy Dvor Levontievskaya dans des sources écrites remonte à 1563. Plus tard, le nom du village a changé, au XVIIe siècle, c'était le village de Levonovskaya. Au début du XVIIIe siècle, le village a déménagé sur le continent, où il a ensuite fusionné avec le village de Vakulovskaya dans le village d'Oyatevshchina.

#### Zharnikovo
anciennement : Markovskaya
en russe : Марковская (Жарниково)
La première mention du village Markovskaya dans des sources écrites remonte à 1563. Aux XVIIe et XVIIIe siècles, le village a été déplacé de l'île vers le continent, où il existe toujours sous le nom de Zharnikovo.

#### Morozovo
anciennement : Karguevskaya, Karpovskaya
en russe : Морозово (Каргуевская, Карповская)
L'histoire du village remonte à 1582, à cette époque, le village est répertorié dans le livre des scribes sous le nom de Karguevskaya. À cette époque, il n'y avait qu'une seule cour dans le village. Au milieu du XVIIe siècle, la colonie est passée à trois cours, depuis lors, le village s'appelle Karpovskaya. Au XIXe siècle, le village s'appelait Morozovo. Dans les années 1950, le village a disparu.

#### Navolok
anciennement : Okulovskaya, Dudkin Navolok
en russe : Наволок (Окуловская, Дудкин Наволок)
Le village est connu depuis 1563 sous le nom d'Okulovskaya. À l'origine la propriété du boyard de Novgorod Fyodor Ostafiev Glukhov. Au XVIe siècle, il y avait quatre cours dans la colonie, c'était le plus grand de tous les villages de l'île de Kizhi. Au XVIIe siècle, le village comptait déjà sept cours ; au XVIIIe siècle, le nombre de cours était réduit à quatre. Dans la seconde moitié du XIXe siècle, le village s'appelait Dudkin Navolok et au XXe siècle, Navolok. Avec l'ouverture du musée-réserve de Kizhi sur l'île, le secteur des Yarinsky Karelians était situé sur le territoire du village de Navolok.

#### Pogost
en russe : Погост

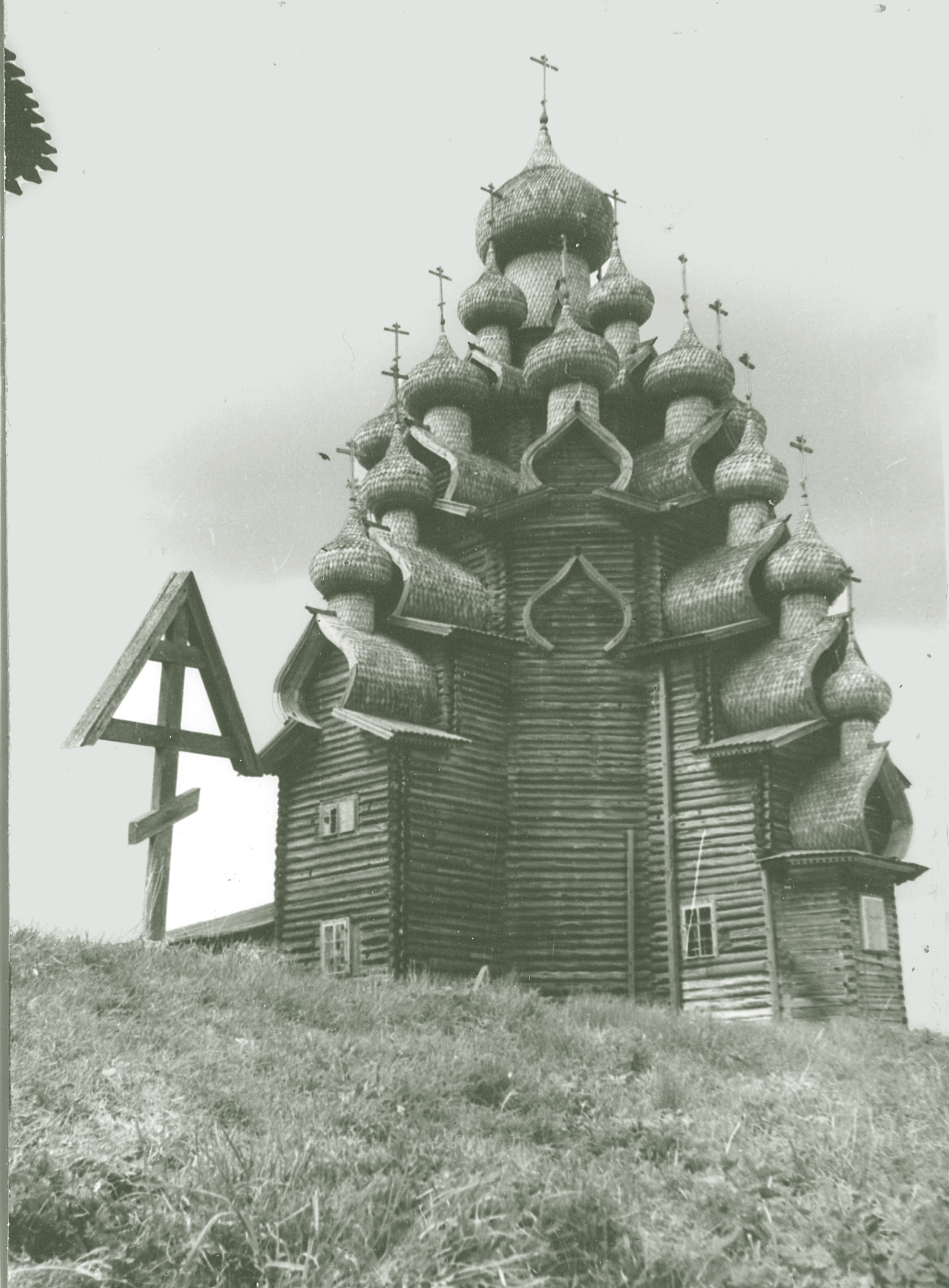
Église de la Transfiguration

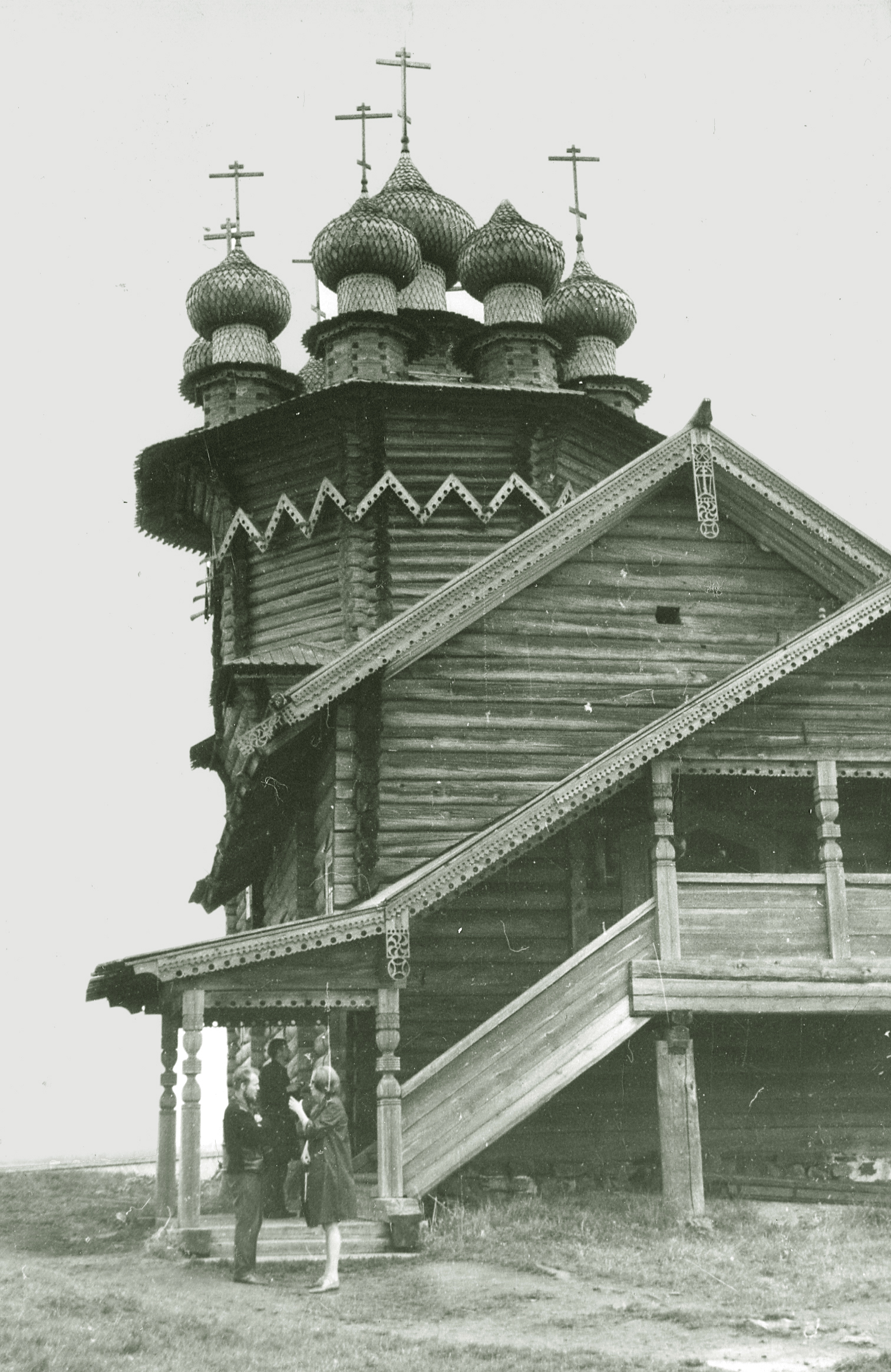
Église de l'Intercession de la Vierge

Le village a été mentionné pour la première fois au XVIe siècle. Au début du XVIIe siècle, à l'époque des troubles, la maison du diacre et la cellule de la Proskurnitsa ont été incendiées près du cimetière de la colonie. La première description des églises remonte à cette époque : « Le cimetière Spasko à Kizhi sur le lac Onega jusqu'à l'île et sur le cimetière l'église du Bienheureux Sauveur Transfiguration est en bois avec des porches, le sommet de la tente au toit et la chaleureuse église de l'intercession de la Sainte Mère de Dieu avec un repas. Vases et lustres et cloches sur le clocher et tout le bâtiment de l'église de la paroisse des paysans. » En 1678, sept maisons étaient situées près des murs du cimetière - six d'entre elles étaient des maisons de prêtres et de prêtres, et une appartenait à un paysan.
En 1714, l'église de la Transfiguration du Seigneur (ru) a été construite à l'emplacement de l'ancienne incendiée par la foudre. En 1764, l'église de l'Intercession a été construite.
En 1863, un clocher est construit (à l'emplacement de l'ancien clocher en croupe, « caché derrière le délabrement » en 1862).
Au début du XXe siècle, il y avait cinq maisons dans le village de Pogost dans lesquelles vivaient des prêtres, des prêtres et des ecclésiastiques Kizhi. En 1951, la maison du paysan Oshevnev a été déplacée à la place du village. Cette maison paysanne est devenue la première exposition du musée-réserve de Kizhi.

#### Yamka
anciennement : Trofimovskaya, Kharchevskaya, Olkhino, Olkhinskaya
en russe : Ямка (Трофимовская, Харчевская, Ольхино, Ольхинская)
Le village a été mentionné pour la première fois dans des documents en 1563, d'abord le village s'appelait Trofimovskaya, puis Kharchevskaya, à cette époque, il y avait deux ménages paysans dans le village. Au cours de son existence, la colonie a changé de nom trois fois. Pendant le temps des troubles, lorsque des détachements d'étrangers et de « voleurs russes cosaques » ravagèrent Zaonezhie, le village fut incendié et, en 1616, « après la ruine du peuple allemand », fut mis en place par « le fils du paysan Istomka Vasilyev Olkhin et son fils Yushko ». Le nom du village Olkhino (Olkhinskaya) vient du surnom de ce paysan, qui est fixé dans les documents depuis 1850. Au début du XXe siècle, il y avait trois cours dans le village, en 1911 il y avait déjà quinze cours dans le village d'Olkhino. Au XXe siècle, le village reçoit son nom moderne - Yamka. À l'heure actuelle, un village musée a été formé sur le site de l'ancienne colonie, dont la plupart des bâtiments ont été transportés depuis différents villages de Zaonezhie,. À partir de 2010, le village comptait 14 résidents.

### Évolutions du statut administratif
Au XVIIe siècle, l'enclos paroissial de Kiji a été subdivisé en plusieurs volosts, l'île devenant elle-même une partie du volost de Kiji.
Le 21 juillet 1972, les communes rurales autonomes situées sur l'île de Kiji ont fusionné en une seule commune rurale, l'île de Kizhi. La colonie était rattachée à la ville de Petrozavodsk.
Le 15 novembre 2004, la commune rurale de Kiji a été transférée de la division administrative supérieure de Petrozavodsk à la commune rurale autonome de Velikaïa Gouba,,,.
Le 26 juin 2018, la colonie du village de Kiji a été abolie.

## Patrimoine mondial
Kiji est mondialement célèbre pour son enclos paroissial (pogost) constitué de deux églises du XVIIIe siècle et un clocher octogonal entourés d'un enclos, le tout édifié en bois. Le joyau de cet ensemble unique est l'église de la Transfiguration, ouvrage de charpente coiffé de 22 bulbes argentés formant une sorte de pyramide. Elle contient une belle iconostase baroque. L'église de l'Intercession de la Vierge, surmontée de neuf bulbes, a été édifiée à proximité en 1764. La couverture de ces deux édifices est elle-même en bois, et le tout a été assemblé sans clous ni vis ou pièce métallique.
Plusieurs autres monuments religieux, un moulin à vent et des maisons également en bois se trouvent à proximité : un musée de plein air consacré à l'architecture en bois avait été fondé par les autorités soviétiques en 1960 et des constructions relevant de cette technique ont été rassemblées ici, notamment la chapelle Saint-Lazare datant du XIVe siècle — la plus ancienne de Russie, provenant du monastère de Mourom.
Le caractère exceptionnel de cet ensemble monumental lui a valu d'être inscrit au patrimoine mondial de l'UNESCO en 1990.